# ماركوس كامبل
ماركوس كامبل (11 مارس 1982 في الولايات المتحدة - ) (بالإنجليزية: Marcus Campbell)‏ هو لاعب كرة سلة أمريكي في مركز الوسط.

## وصلات خارجية
- ماركوس كامبل على موقع كرة السلة الأوروبية.كوم (الإنجليزية)
- ماركوس كامبل على موقع كلية كرة السلة في سبورتس رفرنس.كوم (الإنجليزية)
- ماركوس كامبل على موقع ريلجم (الإنجليزية)
- ماركوس كامبل على موقع بروبوليرز (الإنجليزية)
- ماركوس كامبل على موقع سبورتس رفرنس (الإنجليزية)
- ماركوس كامبل على موقع سبورتس رفرنس (الإنجليزية)